# Hyles viereckana
Hyles viereckana är en fjärilsart som beskrevs av Bandermann. 1928. Hyles viereckana ingår i släktet Hyles och familjen svärmare. Inga underarter finns listade i Catalogue of Life.